# Lidia Simon
Lidia Simon (Rumania, 4 de septiembre de 1973) es una atleta rumana, especialista en la prueba de maratón, en la que ha logrado ser campeona mundial en 2001.

## Carrera deportiva
En el Campeonato Europeo de Atletismo de 1998 ganó la medalla de bronce en 10000 metros, con un tiempo de 31:32.64 segundos, llegando a meta tras la irlandesa Sonia O'Sullivan y la portuguesa Fernanda Ribeiro (plata).
Tres años después, en el Mundial de Edmonton 2001 ganó la medalla de oro en la maratón, con un tiempo de 2:26:01 segundos, llegando a la meta por delante de la japonesa Reiko Tosa y la rusa Svetlana Zakharova. 
También ha ganado la plata en las Olimpiadas de Sídney 2000, y bronce en los mundiales de Atenas 1997 y Sevilla 1999.